# Tárca nélküli miniszter
A tárca nélküli miniszter egy közigazgatási tisztség Magyarországon. A kormány tagja, akárcsak a miniszter, azonban az utóbbival ellentétben nem minisztériumot felügyel, hanem a kormány által meghatározott feladatokat látja el. Feladatai között szerepelhet nem minisztériumi jellegű szervek, például titkosszolgálatok felügyelete. A miniszterekkel szemben, nem minden egyes kormányban van tárca nélküli miniszter.
Rövidítése Magyarországon: TNM. Az általa kiadott rendelet rövidítése: TNM rendelet.

## Az elnevezés eredete
A tárca nélküli miniszter olyan miniszter, akinek nincs „tárcája", azaz nem áll valamely szakigazgatási ág élén. A tárca nélküli miniszter feladata gyakran inkább valamely országrész vagy társadalmi réteg vagy politikai párt különleges érdekeit a kormányzatban és közigazgatásban érvényesíteni; mellette csak kisebb létszámú személyzet működik. Ilyen volt nálunk a horvát-szlavon-dalmát-, a kisgazda-, majd a második világháború alatt a felvidéki tárca nélküli miniszter.

## Magyarországon
- A tárca nélküli miniszter jogállása hasonló a miniszteréhez (pl. rendeletet alkothat). Feladat- és hatáskörét kormányrendelet szabályozza.
- A központi államigazgatási szervekről, valamint a Kormány tagjai és az államtitkárok jogállásáról szóló - módosított - 2010. évi XLIII. törvény ( Ksztv.) 35. § (2)-(5) bekezdése szerint.
- A tárca nélküli miniszter részletes feladat- és hatáskörét a Kormány eredeti jogalkotói hatáskörben kiadott rendeletben állapítja meg. A tárca nélküli miniszter tevékenységét e törvényben meghatározottak szerint a kormányzati tevékenység összehangolásáért felelős miniszter által vezetett minisztérium vagy a Kormány által rendeletben meghatározott más minisztérium segíti.[2]
- A tárca nélküli minisztert tevékenységének ellátásában a (2) bekezdés szerinti minisztériumban működő kabinet segíti. A (2) bekezdés szerinti minisztérium szervezeti és működési szabályzatában a tárca nélküli miniszter tevékenységének segítésére a (2) bekezdés szerinti minisztérium helyettes államtitkára, illetve egyéb szervezeti egységének vezetője is kijelölhető.[3]
- A tárca nélküli miniszter a feladatkörében egyedi utasítást adhat a (2) bekezdés szerinti minisztérium közigazgatási államtitkárának, valamint azon helyettes államtitkárának és szervezeti egysége vezetőjének, aki a tárca nélküli miniszter tevékenységét segíti.[4]
- A (2) bekezdésben meghatározott kormányrendelet alapján a tárca nélküli miniszterhez átkerülő feladat- és hatáskörök tekintetében - az ellátásukhoz kapcsolódó egyéb feladatokra, jogosultságokra és kötelezettségekre kiterjedően - a feladat- és hatáskört korábban ellátó miniszter által vezetett minisztérium jogutódja, ha a (2) bekezdésben meghatározott kormányrendelet eltérően nem rendelkezik, a (2) bekezdés szerinti minisztérium.”[5]

## Magyarország tárca nélküli  minisztereinek listája
- Antal István
- Baráth Etele
- Mager Andrea a negyedik Orbán-kormány a nemzeti vagyon kezeléséért felelős tárca nélküli minisztere 2018. május 18-tól 2022. május 24-ig.
- Batthyány Tivadar
- Berinkey Dénes
- Bleyer Jakab
- Boros Imre (FKgP) a PHARE-program koordinációjáért felelős tárca nélküli miniszter (1998. július 8. – 2002. május 26.).
- Boross Péter
- Botos Katalin (az Antall-kormányban bankügyekért felelős tárcanélküli miniszter 1990. december 21-től 1992. január 23-ig  - a tisztség 1992. január 23-án megszűnt).
- Cseh Ervin
- Csiha Judit
- Demeter Ervin
- Draskovics Tibor
- Esterházy Móric
- Fellegi Tamás
- Ficsor Ádám
- Földes Béla
- Füzessy Tibor
- Gálszécsy András
- Gerbovits Jenő
- Göncz Kinga
- Győrffy-Bengyel Sándor
- Haller István
- Hellebronth Vilmos
- Henney Árpád
- Hideghéthy Imre
- Hóman Bálint
- Horváth Balázs az Antall-kormányban 1990-től 1991-ig a határon túli magyarokkal foglalkozó tárca nélküli miniszter, majd 1991 és 1993 között a sportirányításért, valamint az Országgyűlés és a kormány közötti kapcsolattartásért illetékes tárca nélküli miniszter volt.
- Jaross Andor
- Jászi Oszkár
- Josipovich Géza
- Juhász Endre
- Jurcsek Béla
- Juhász Gábor
- Kassai-Schallmayer Ferenc
- Khuen-Héderváry Károly
- Kiss Péter
- Knaller Győző
- Knittelhoffer Ferenc
- Kolber István
- Kósa Lajos a harmadik Orbán-kormány "Modern Városok Programjának" lebonyolításáért felelős tárca nélküli minisztere 2017. október 2-ától 2018. május 18-ig.
- Kovacsevics István horvát-szlavón-dalmát tárca nélküli miniszter (Fejérváry-kormány, 1905. jún. 8. - 1906. júl. 8.).

- Kovarcz Emil
- Kövér László
- Kunfi Zsigmond
- Laky Dezső
- Lévai Katalin
- Linder Béla
- Lossonczy István
- Mádl Ferenc
- Mayer János
- Molnár Károly
- Nagy Ferenc
- Nagy Ferenc József
- Nagy Márton 2022-ben az ötödik Orbán kormány gazdaságfejlesztésért felelős tárca nélküli minisztere.
- Nagyatádi Szabó István
- Navracsics Tibor 2022-től 2023-ig az ötödik Orbán kormány területfejlesztésért és az uniós források felhasználásáért felelős tárca nélküli minisztere.
- Nikolits István
- Novák Katalin a negyedik Orbán-kormányban 2020. október 1-jétől 2021. december 31-éig családokért felelős tárca nélküli miniszter.
- Oláh Dániel
- Pejacsevich Péter (Petar Pejačević) gróf horvát-szlavón-dalmát tárca nélküli miniszter.[6]
- Pejacsevich Tivadar gróf horvát-szlavón-dalmát tárca nélküli miniszter[6] (1913 - 1916).
- Pekár Gyula
- Pungor Ernő 1990 és 1994 között az Országos Műszaki Fejlesztési Bizottságot vezető tárca nélküli miniszterként tagja volt az Antall-kormánynak (1990. december 21. és 1993. december 12. között), majd a Boross-kormánynak is (1993. december 13. és 1994. július 14. között).
- Rátz Jenő
- Reményi-Schneller Lajos
- Rónai Sándor
- Semjén Zsolt 2010-től 2018-ig a második Orbán kormány és a harmadik Orbán kormány nemzetpolitikáért felelős tárca nélküli minisztere, 2018-tól 2022-ig a negyedik Orbán kormány nemzetpolitikáért, egyházügyekért és nemzetiségekért felelős tárca nélküli minisztere, 2022-től az ötödik Orbán kormány nemzetpolitikáért, nemzetiségpolitikáért, egyházpolitikáért és egyházdiplomáciáért felelős tárca nélküli minisztere.
- Sokorópátkai Szabó István
- Suchman Tamás
- Süli János a harmadik és a negyedik Orbán-kormány alatt a paksi atomerőmű két új blokkjának tervezéséért, megépítéséért és üzembe helyezéséért felelős tárca nélküli miniszter (2017. május 2.-2022 május 24.).
- Szabó Imre
- Szabó Oreszt
- Szabó Tamás
- Szász Lajos
- Szilvásy György
- Szécsen Antal
- Tisza István
- Tomassich Miklós
- Unkelhäusser Károly
- Varga Mihály a második Orbán-kormányban az egyes nemzetközi pénzügyi szervezetekkel való kapcsolattartásért felelős tárca nélküli miniszter.
- Vass József
- Vázsonyi Vilmos
- Wekerle Sándor
- Zichy Aladár 1917. jún. 15-től aug. 18-ig horvát-szlavón-dalmát tárcanélküli miniszter a Wekerle-kormányban.